# Olympique de Ngor

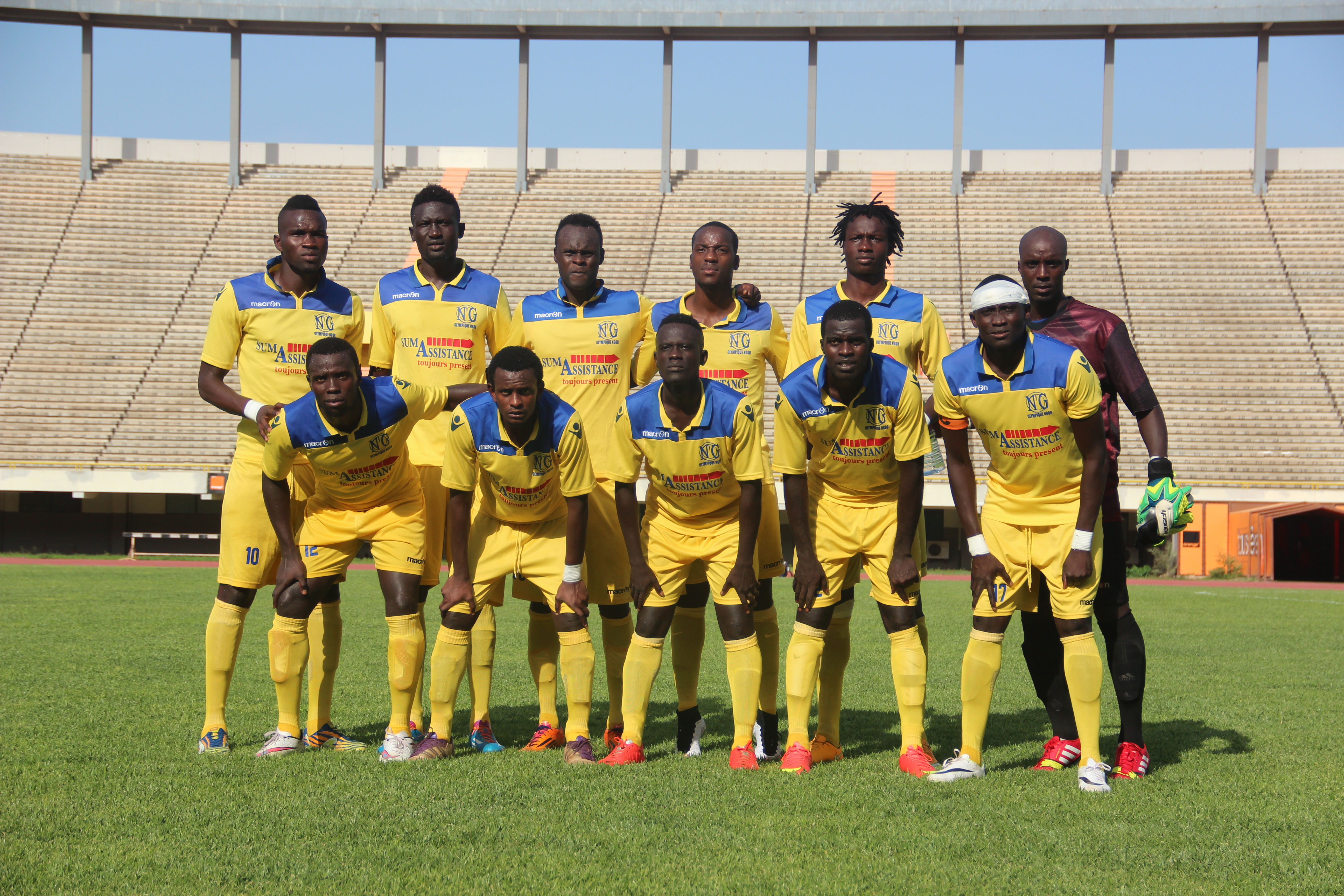
L'équipe de l'Olympique de Ngor en juillet 2015.

L'Olympique de Ngor est un club omnisports sénégalais basé dans la commune de Ngor, à Dakar.

## Histoire
Le nom du club fait référence a un village traditionnel Lébou qui se trouve dans la commune de Ngor. Le club est fondé en 1955. Son équipe de football évolue dans la deuxième division du championnat sénégalais.

## Palmarès

### Football
- Vice-champion : ligue 1 en 2014

- Champion : ligue 2 en 1984

- Vice-champion : ligue 2 en 2011

- Vainqueur : Coupe de l'Assemblée nationale en 2014

- Finaliste : Coupe du Sénégal de football en 2014 et 1963[1].

### Natation
Plusieurs nageurs de l'Olympique de Ngor remportent la traversée Dakar-Gorée : Abdoulaye Thiaw en 1993, Matar Samb en 2008 et 2010 et Yaye Diadou Diagne en 2009, 2010, 2011 et 2012.

## Personnalités du club
Adama Gueye président de l'olympique de ngor
Mamadou Lamine BEYE entraîneur de l'équipe de football de l'olympique de ngor

### Joueur formé au club évoluant à l’international
- Yannick Gomis